# LYSMD1
LYSMD1 (англ. LysM domain containing 1) – білок, який кодується однойменним геном, розташованим у людей на 1-й хромосомі. Довжина поліпептидного ланцюга білка становить 227 амінокислот, а молекулярна маса — 25 003.
| 10         |  | 20         |  | 30         |  | 40         |  | 50         |
| ---------- |  | ---------- |  | ---------- |  | ---------- |  | ---------- |
| MASPSRQPPP |  | GGSGLLQGSR |  | ARSYGSLVQS |  | ACSPVRERRL |  | EHQLEPGDTL |
| AGLALKYGVT |  | MEQIKRANRL |  | YTNDSIFLKK |  | TLYIPILTEP |  | RDLFNGLDSE |
| EEKDGEEKVH |  | PSNSEVWPHS |  | TERKKQETGA |  | GRANGEVLPT |  | PGQETPTPIH |
| DLSASDFLKK |  | LDSQISLSKK |  | AAAQKLKKGE |  | NGVPGEDAGL |  | HLSSPWMQQR |
| AVLGPVPLTR |  | TSRTRTLRDQ |  | EDEIFKL    |  |            |  |            |

A: Аланін

C: Цистеїн

D: Аспарагінова кислота

E: Глутамінова кислота

F: Фенілаланін

G: Гліцин

H: Гістидин

I: Ізолейцин

K: Лізин

L: Лейцин

M: Метіонін

N: Аспарагін

P: Пролін

Q: Глутамін

R: Аргінін

S: Серин

T: Треонін

V: Валін

W: Триптофан

Кодований геном білок за функцією належить до фосфопротеїнів. 
Задіяний у такому біологічному процесі, як альтернативний сплайсинг. 